# Ulica Wieluńska w Częstochowie
Ulica Wieluńska – jedna z zabytkowych ulic w Częstochowie, położona w bezpośrednim sąsiedztwie Jasnej Góry. Ma około 300 metrów długości, a różnica wysokości między początkiem i końcem ulicy wynosi 20 m. Ulicą wiódł niegdyś trakt z Jasnej Góry do Wielunia. Ulica wychodzi z Rynku Wieluńskiego, a równoległy do niej jest Zaułek Wieluński. Ulica położona jest w granicach dzielnicy Częstochówka-Parkitka.
Zabudowa ul. Wieluńskiej jest w typie kamieniczek z XIX w., późnoklasycystyczne i eklektyczno-klasycyzujące piętrowe, pierwotnie przeważnie podcieniowe. Pod nr 1. mieści się Dom Pomocy Społecznej, dawniej Schronienie dla Paralityków, założone w roku 1898, a od 1907 r. prowadzone przez Zgromadzenie Sióstr Miłosierdzia św. Wincentego á Paulo.